# Le Lion-d'Angers (comuna suprimida)
Le Lion-d'Angers era una comuna francesa situada en el departamento de Maine y Loira, de la región de Países del Loira, que el uno de enero de 2016 fue suprimida al fusionarse con la comuna de Andigné, y formar la comuna nueva de Le Lion-d'Angers.

## Demografía
| Gráfica de evolución demográfica de Le Lion-d'Angers entre 1800 y 2013 |
|                                                                        |

Los datos demográficos contemplados en este gráfico de la comuna de Le Lion-d'Angers se han cogido de 1800 a 1999 de la página francesa EHESS/Cassini, y los demás datos de la página del INSEE.